# 馮盛典
馮盛典（16世紀—17世紀），字桂海、一字敘之，浙江嘉興府嘉善縣人，軍籍，明朝政治人物。

## 生平
馮盛典個性方正果毅，早年出身縣學生，和莊則孝、沈萬鈳得知縣章士雅賞識，以《書經》中萬曆二十五年（1697年）浙江鄉試第十一名舉人，二十九年（1601年）會試中式第一百十名，成二甲進士，獲授刑部主事，歷任員外郎、郎中，三十五年（1607年）外任彰德知府，到三十八年（1610年）陞為兩淮都轉運鹽使司運使，和巡鹽御史爭禮立為例。
不久馮盛典調職廉州知府，為政崇尚廉平，有益於民的事必定上請，不論是否忤逆忤當道，天啟元年（1628年）陞為廣東嶺南道副使，州縣人民無法挽留就立生祠祭祀他。其後他歷任廣西右參政、廣東督糧道參政、山東按察使武定兵備淮徐道和河南右布政使，之後致仕回鄉。

## 家族
曾祖馮喆，祖父馮愷，父親馮科，前母羅氏，母親金氏。